# A Franklin kifut a tengerre
A Franklin kifut a tengerre (Mistress Branican) Jules Verne 1891-ben megjelent kalandregénye. Branicanné asszonyság és A hőslelkű Branicanné címmel is kiadták. A regény története hasonlít a Grant kapitány gyermekeihez.

## Képgaléria

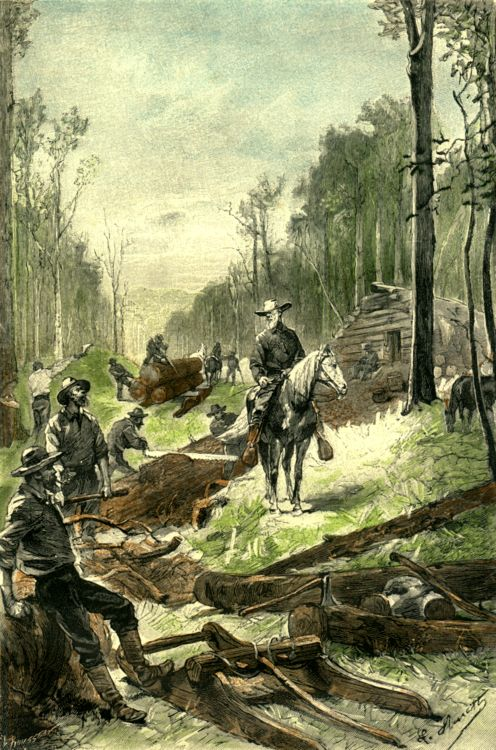
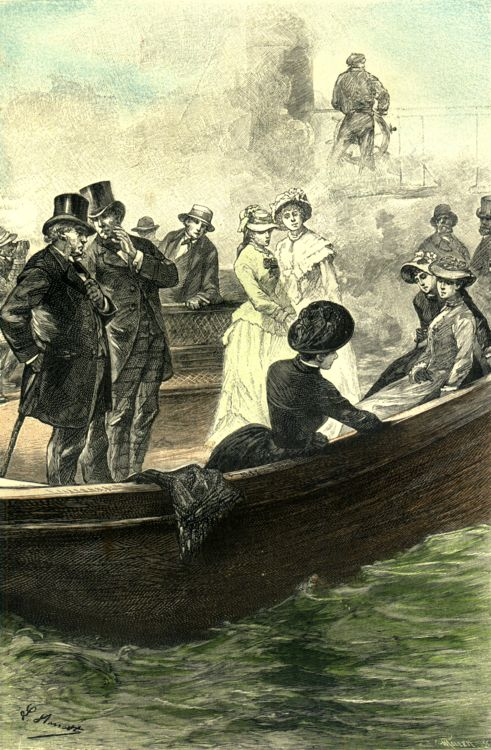
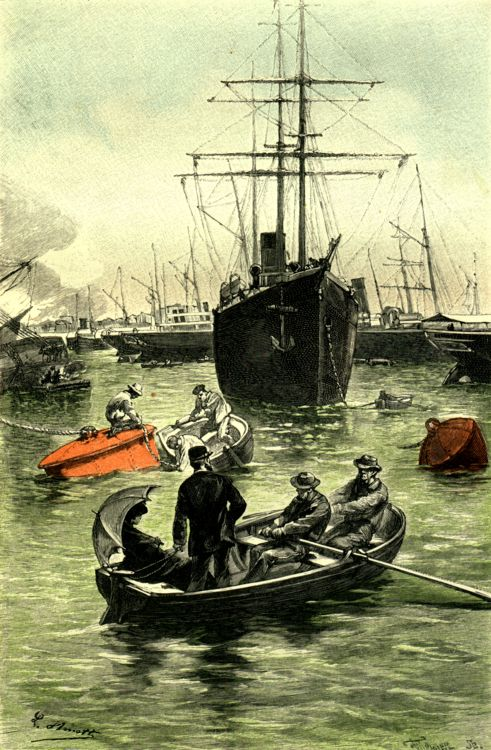
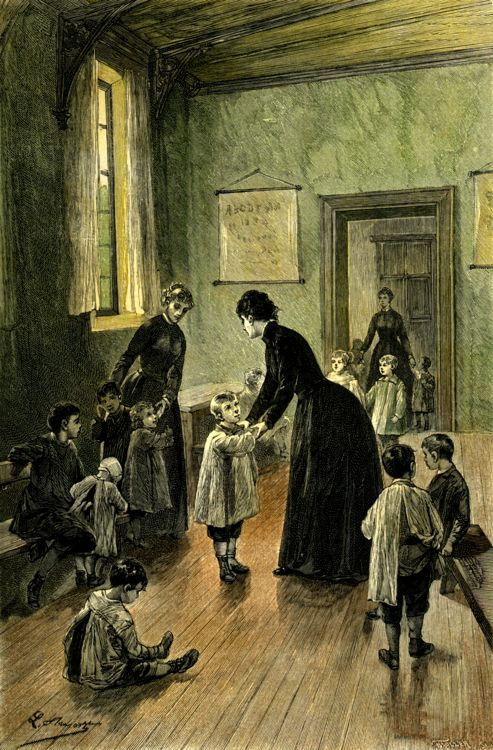
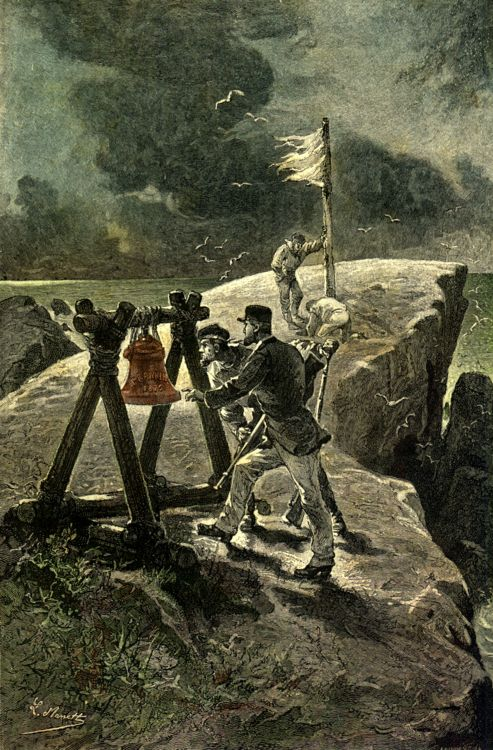
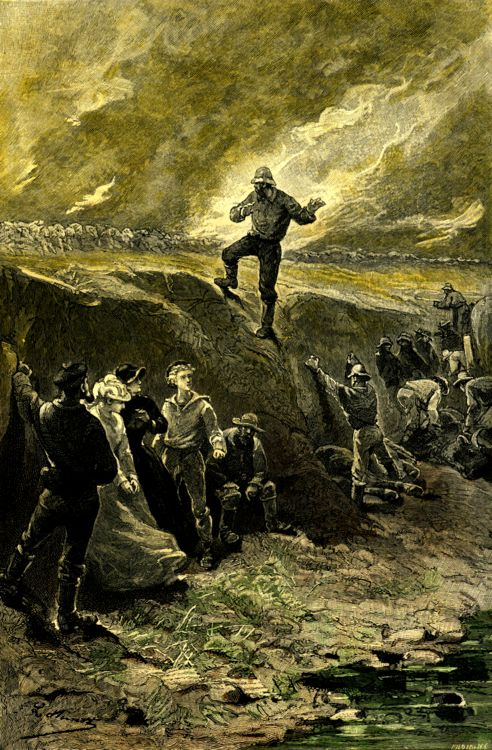
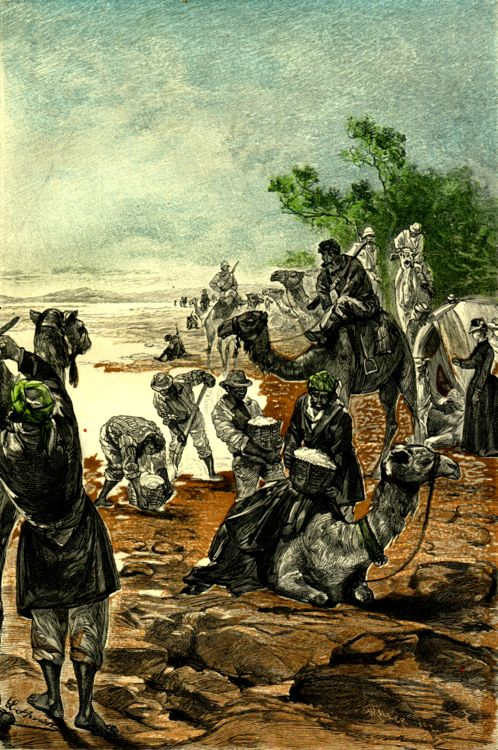
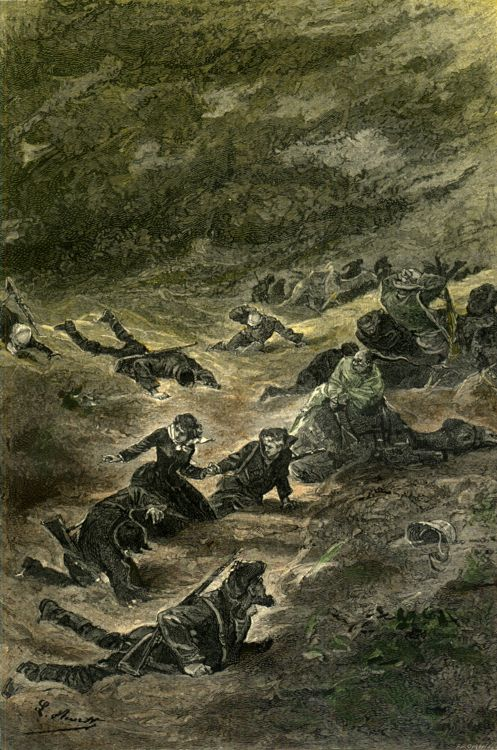

## Történet
|  | Alább a cselekmény részletei következnek! |

1875-ben San Diego kikötőjéből útnak indul a Franklin, a kilencszáz tonnás vitorlás India felé. A hajó kapitánya, John Branican ifjú feleségét, Dollyt és kisgyermekét, Watot hagyja otthon. A Franklin azonban több hónap múlva sem éri el Kalkuttát. Miközben a hajónak nyoma vész, Dollyt kisfia váratlan halála évekre megfosztja elméje épségétől. Négy évvel később, amikor az asszony fokozatosan újra magához tér, egy váratlan örökség folytán dúsgazdaggá válik. A vagyonát elsősorban egy cél érdekében használja: fel akarja kutatni a férje irányításával útnak indult elveszett hajót. Bízik abban, hogy a kapitány életben maradt. Az asszony gőzhajót vásárol, és kétszer is több évig tartó kutatóutat indít.

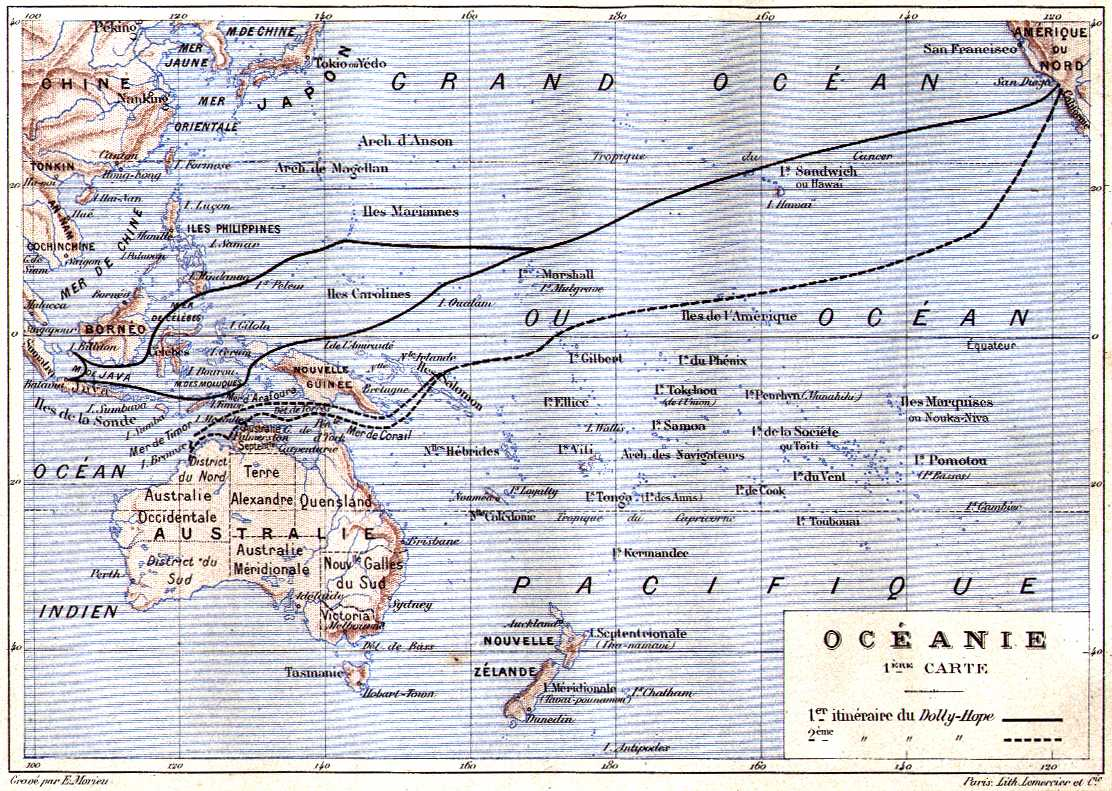
A Dolly-Hope útvonala

A keresés kezdetben sikertelen, de az alapos nyomozás végül egy ausztráliai sivatagba vezeti őket. 1889-ben az Adelaide-ból induló expedíciónak a mostoha természeti környezeten kívül Branicanné vagyonára pályázó fondorlatos gazemberrel is meg kell küzdenie.

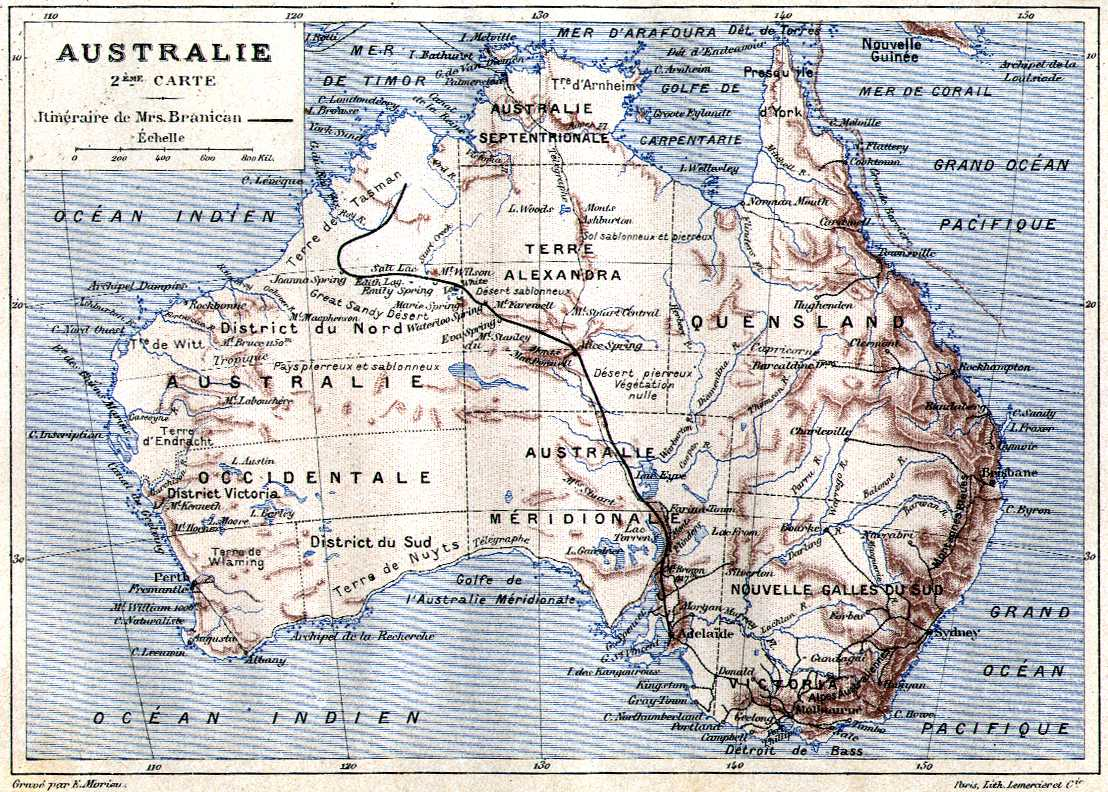
Expedíció a kontinensen

|  | Itt a vége a cselekmény részletezésének! |

## Szereplők
- John Branican kapitány
- Dolly, John felesége
- Wat, John kisfia
- Len Burker, kereskedő
- Jane Burker, Dolly unokatestvére
- Edward Starter, Dolly nagybátyja
- William Andrew, hajózási vállalkozó
- Harry Felton, másodkapitány
- No, mulatt házi alkalmazott
- Brumley doktor, Dolly kezelőorvosa
- Zach Fren matróz
- Ellis kapitány
- Godfrey, fiatal matrózinas
- Joshua (Jos) Meritt, különc angol úriember
- Zsin Gi, Jos kínai szolgája
- Tom Marix, volt rendőrtiszt, a szárazföldi expedíció ausztrál parancsnoka
- Harriet, Dolly komornája

## Magyarul
- Branicanné asszonyság. Regény; ford. Huszár Imre; Franklin, Bp., 1892
- Branicanné asszony. Regény; ford. Zempléni P. Gyuláné; Magyar Kereskedelmi Közlöny, Bp., 1910 (Verne Gyula munkái)
- A hőslelkű Branicanné; Forrás, Bp., 1944 (Verne Gyula munkái)
- A Franklin kifut a tengerre. Regény; ford. Kováts Miklós; Móra, Bp., 1977